# 福爾冰原島峰
70°16′S 65°20′E / 70.267°S 65.333°E
福爾冰原島峰（英語：Foale Nunatak）是南極洲的冰原島峰，位於麥克羅伯特森地，處於斯庫拉冰川北岸，屬於查爾斯王子山脈的一部分，根據1965年澳大利亞探險隊繪入地圖，現時由南極條約體系管理。